# Volta à Romandia de 2012
A 66.ª edição da Volta à Romandia , disputou-se do 24 de abril ao 29 de abril de 2012. Levou-se a cabo em cinco etapas, precedidas por um prólogo, para uma distância total de 605,04 km.
A carreira fez parte do UCI World Tour de 2012.
O ganhador final foi Bradley Wiggins (quem também fez-se com duas etapas). Acompanharam-lhe no pódio Andrew Talansky (vencedor da classificação dos jovens) e Rui Alberto Costa.
Nas classificações secundárias impuseram-se Petr Ignatenko (montanha e sprints) e Sky (equipas).

## Equipas participantes
Tomaram parte na carreira 20 equipas: os 18 de categoria UCI ProTeam (ao ter obrigada sua participação); mais 2 de categoria Profissional Continental mediante convite da organização (os franceses do Team Europcar e Saur-Sojasun). Formando assim um pelotão de 160 ciclistas, com 8 corredores a cada equipa, dos que acabaram 133 com 132 classificados depois das desclassificação de Alex Rasmussen (o seu posto, o 129º, ficou vaga) por saltar-se vários controles antidopagem durante a temporada. As equipas participantes foram:
| Equipes ProTeam (18)- AG2R La Mondiale - Astana - BMC Racing Team - Euskaltel-Euskadi - FDJ-BigMat - Katusha Team - Lampre-ISD - Liquigas-Cannondale - Lotto-Belisol - Movistar Team - Omega Pharma-Quick Step - GreenEDGE - Rabobank - RadioShack-Nissan - Saxo Bank - Sky - Vacansoleil - DCM - Garmin-Barracuda Equipes profissionais Continentais (2)- Saur-Sojasun - Team Europcar |
| |

## Etapas
| Etapa   | Data    | Percurso                      | type                      | Distância (km) | Vencedor          | Líder geral       |
| ------- | ------- | ----------------------------- | ------------------------- | -------------- | ----------------- | ----------------- |
| Prólogo | 24 abr. | Lausana – Lausana             | prólogo                   | 3,34           | Geraint Thomas    | Geraint Thomas    |
| 1       | 25 abr. | Morges – La Chaux-de-Fonds    | média montanha            | 184,5          | Bradley Wiggins   | Bradley Wiggins   |
| 2       | 26 abr. | Montbéliard – Moutier         | média montanha            | 149,1          | Jonathan Hivert   | Bradley Wiggins   |
| 3       | 27 abr. | La Neuveville – Charmey       | média montanha            | 157,6          | Luis León Sánchez | Bradley Wiggins   |
| 4       | 28 abr. | Bulle – Sion                  | alta montanha             | 184            | Luis León Sánchez | Luis León Sánchez |
| 5       | 29 abr. | Crans-Montana – Crans-Montana | contrarrelógio individual | 16,5           | Bradley Wiggins   | Bradley Wiggins   |

## Desenvolvimento da carreira

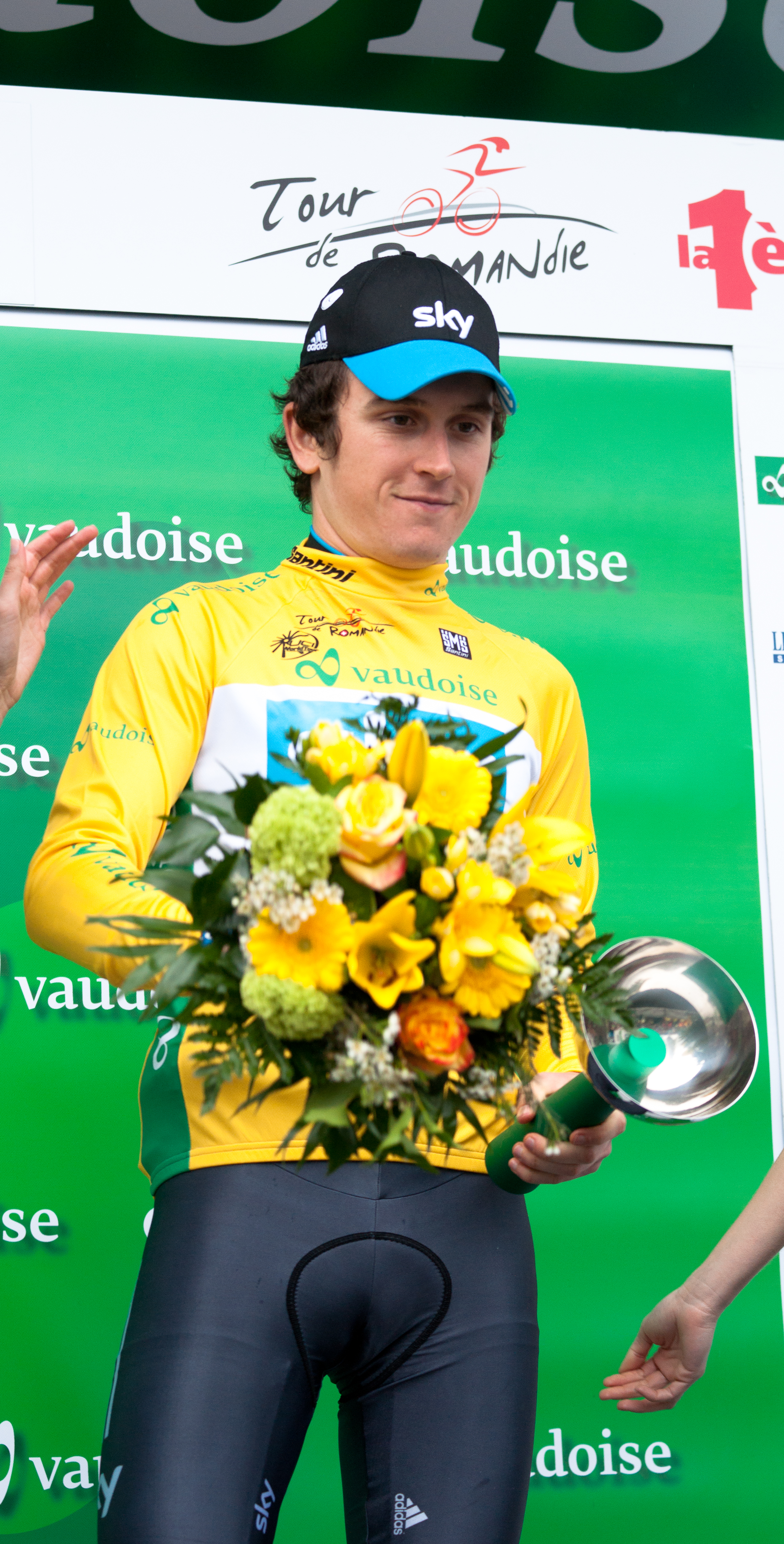
Geraint Thomas, ganhador da 1ª etapa

### Prólogo
| Lausana - Lausana | prólogo | (3,34 km) |

| \| Classificação por etapas \| Classificação por etapas \| Classificação por etapas \| Classificação por etapas \| Classificação por etapas \| \| Ciclista \| Ciclista \| Equipe \| Tempo \| \| \| ------------------------ \| ------------------------ \| ------------------------ \| ------------------------ \| ------------------------ \| \| 1. \| Geraint Thomas \| Team Sky \| 3m29s \| \| \| 2. \| Giacomo Nizzolo \| RadioShack-Nissan \| + 5s \| \| \| 3. \| Mark Cavendish \| Team Sky \| + 6s \| \| \| 4. \| Michael Rogers \| Team Sky \| + 6s \| \| \| 5. \| Kristof Vandewalle \| Omega Pharma-Quick Step \| + 6s \| \| \| 6. \| Julien Vermote \| Omega Pharma-Quick Step \| + 8s \| \| \| 7. \| Bauke Mollema \| Rabobank \| + 8s \| \| \| 8. \| Stef Clement \| Rabobank \| + 8s \| \| \| 9. \| Manuele Boaro \| Saxo Bank \| + 9s \| \| \| 10. \| Alex Rasmussen \| Garmin-Barracuda \| + 9s \| \| |                    |                         |       |
| |                    |                         |       |
| |                    |                         |       |
| Classificação por etapas |                    |                         |       |
| Ciclista | Ciclista           | Equipe                  | Tempo |
| 1. | Geraint Thomas     | Team Sky                | 3m29s |
| 2. | Giacomo Nizzolo    | RadioShack-Nissan       | + 5s  |
| 3. | Mark Cavendish     | Team Sky                | + 6s  |
| 4. | Michael Rogers     | Team Sky                | + 6s  |
| 5. | Kristof Vandewalle | Omega Pharma-Quick Step | + 6s  |
| 6. | Julien Vermote     | Omega Pharma-Quick Step | + 8s  |
| 7. | Bauke Mollema      | Rabobank                | + 8s  |
| 8. | Stef Clement       | Rabobank                | + 8s  |
| 9. | Manuele Boaro      | Saxo Bank               | + 9s  |
| 10. | Alex Rasmussen     | Garmin-Barracuda        | + 9s  |

| \| Classificação geral \| Classificação geral \| Classificação geral \| Classificação geral \| Classificação geral \| \| Ciclista \| Ciclista \| Equipe \| Tempo \| \| \| ------------------- \| ------------------- \| ----------------------- \| ------------------- \| ------------------- \| \| 1. \| Geraint Thomas \| Team Sky \| 3m29s \| \| \| 2. \| Giacomo Nizzolo \| RadioShack-Nissan \| + 5s \| \| \| 3. \| Mark Cavendish \| Team Sky \| + 6s \| \| \| 4. \| Michael Rogers \| Team Sky \| + 6s \| \| \| 5. \| Kristof Vandewalle \| Omega Pharma-Quick Step \| + 6s \| \| \| 6. \| Julien Vermote \| Omega Pharma-Quick Step \| + 8s \| \| \| 7. \| Bauke Mollema \| Rabobank \| + 8s \| \| \| 8. \| Stef Clement \| Rabobank \| + 8s \| \| \| 9. \| Manuele Boaro \| Saxo Bank \| + 9s \| \| \| 10. \| Alex Rasmussen \| Garmin-Barracuda \| + 9s \| \| |                    |                         |       |
| |                    |                         |       |
| |                    |                         |       |
| Classificação geral |                    |                         |       |
| Ciclista | Ciclista           | Equipe                  | Tempo |
| 1. | Geraint Thomas     | Team Sky                | 3m29s |
| 2. | Giacomo Nizzolo    | RadioShack-Nissan       | + 5s  |
| 3. | Mark Cavendish     | Team Sky                | + 6s  |
| 4. | Michael Rogers     | Team Sky                | + 6s  |
| 5. | Kristof Vandewalle | Omega Pharma-Quick Step | + 6s  |
| 6. | Julien Vermote     | Omega Pharma-Quick Step | + 8s  |
| 7. | Bauke Mollema      | Rabobank                | + 8s  |
| 8. | Stef Clement       | Rabobank                | + 8s  |
| 9. | Manuele Boaro      | Saxo Bank               | + 9s  |
| 10. | Alex Rasmussen     | Garmin-Barracuda        | + 9s  |

### Etapa 1
| Morges - La Chaux-de-Fonds | média montanha | (184,5 km) |

| \| Classificação por etapas \| Classificação por etapas \| Classificação por etapas \| Classificação por etapas \| Classificação por etapas \| \| Ciclista \| Ciclista \| Equipe \| Tempo \| \| \| ------------------------ \| ------------------------ \| ------------------------ \| ------------------------ \| ------------------------ \| \| 1. \| Bradley Wiggins \| Team Sky \| 4h50m23s \| \| \| 2. \| Lieuwe Westra \| Vacansoleil-DCM \| + 0s \| \| \| 3. \| Paolo Tiralongo \| Astana \| + 0s \| \| \| 4. \| Tejay van Garderen \| BMC Racing Team \| + 0s \| \| \| 5. \| Maciej Paterski \| Liquigas-Cannondale \| + 0s \| \| \| 6. \| Vasil Kiryienka \| Movistar Team \| + 0s \| \| \| 7. \| Serge Pauwels \| Omega Pharma-Quick Step \| + 0s \| \| \| 8. \| Daniele Pietropolli \| Lampre-ISD \| + 0s \| \| \| 9. \| Ryder Hesjedal \| Garmin-Barracuda \| + 0s \| \| \| 10. \| Pieter Weening \| GreenEDGE \| + 0s \| \| |                     |                         |          |
| |                     |                         |          |
| |                     |                         |          |
| Classificação por etapas |                     |                         |          |
| Ciclista | Ciclista            | Equipe                  | Tempo    |
| 1. | Bradley Wiggins     | Team Sky                | 4h50m23s |
| 2. | Lieuwe Westra       | Vacansoleil-DCM         | + 0s     |
| 3. | Paolo Tiralongo     | Astana                  | + 0s     |
| 4. | Tejay van Garderen  | BMC Racing Team         | + 0s     |
| 5. | Maciej Paterski     | Liquigas-Cannondale     | + 0s     |
| 6. | Vasil Kiryienka     | Movistar Team           | + 0s     |
| 7. | Serge Pauwels       | Omega Pharma-Quick Step | + 0s     |
| 8. | Daniele Pietropolli | Lampre-ISD              | + 0s     |
| 9. | Ryder Hesjedal      | Garmin-Barracuda        | + 0s     |
| 10. | Pieter Weening      | GreenEDGE               | + 0s     |

| \| Classificação geral \| Classificação geral \| Classificação geral \| Classificação geral \| Classificação geral \| \| Ciclista \| Ciclista \| Equipe \| Tempo \| \| \| ------------------- \| ------------------- \| ------------------- \| ------------------- \| ------------------- \| \| 1. \| Bradley Wiggins \| Team Sky \| 4h53m51s \| \| \| 2. \| Michael Rogers \| Team Sky \| + 7s \| \| \| 3. \| Bauke Mollema \| Rabobank \| + 9s \| \| \| 4. \| Stef Clement \| Rabobank \| + 9s \| \| \| 5. \| Andrew Talansky \| Garmin-Barracuda \| + 11s \| \| \| 6. \| Wilco Kelderman \| Rabobank \| + 11s \| \| \| 7. \| David Zabriskie \| Garmin-Barracuda \| + 12s \| \| \| 8. \| Simon Špilak \| Katusha \| + 12s \| \| \| 9. \| Rubén Plaza \| Movistar Team \| + 12s \| \| \| 10. \| Tiago Machado \| RadioShack-Nissan \| + 13s \| \| |                 |                   |          |
| |                 |                   |          |
| |                 |                   |          |
| Classificação geral |                 |                   |          |
| Ciclista | Ciclista        | Equipe            | Tempo    |
| 1. | Bradley Wiggins | Team Sky          | 4h53m51s |
| 2. | Michael Rogers  | Team Sky          | + 7s     |
| 3. | Bauke Mollema   | Rabobank          | + 9s     |
| 4. | Stef Clement    | Rabobank          | + 9s     |
| 5. | Andrew Talansky | Garmin-Barracuda  | + 11s    |
| 6. | Wilco Kelderman | Rabobank          | + 11s    |
| 7. | David Zabriskie | Garmin-Barracuda  | + 12s    |
| 8. | Simon Špilak    | Katusha           | + 12s    |
| 9. | Rubén Plaza     | Movistar Team     | + 12s    |
| 10. | Tiago Machado   | RadioShack-Nissan | + 13s    |

### Etapa 2
| Montbéliard - Moutier | média montanha | (149,1 km) |

| \| Classificação por etapas \| Classificação por etapas \| Classificação por etapas \| Classificação por etapas \| Classificação por etapas \| \| Ciclista \| Ciclista \| Equipe \| Tempo \| \| \| ------------------------ \| ------------------------ \| ------------------------ \| ------------------------ \| ------------------------ \| \| 1. \| Jonathan Hivert \| Saur-Sojasun \| 3h48m11s \| \| \| 2. \| Rui Costa \| Movistar Team \| + 0s \| \| \| 3. \| Luis León Sánchez \| Rabobank \| + 0s \| \| \| 4. \| Gianni Meersman \| Lotto-Belisol \| + 0s \| \| \| 5. \| Ryder Hesjedal \| Garmin-Barracuda \| + 0s \| \| \| 6. \| Giacomo Nizzolo \| RadioShack-Nissan \| + 0s \| \| \| 7. \| Daniele Pietropolli \| Lampre-ISD \| + 0s \| \| \| 8. \| Eduard Vorganov \| Katusha \| + 0s \| \| \| 9. \| Allan Davis \| GreenEDGE \| + 0s \| \| \| 10. \| Roman Kreuziger \| Astana \| + 0s \| \| |                     |                   |          |
| |                     |                   |          |
| |                     |                   |          |
| Classificação por etapas |                     |                   |          |
| Ciclista | Ciclista            | Equipe            | Tempo    |
| 1. | Jonathan Hivert     | Saur-Sojasun      | 3h48m11s |
| 2. | Rui Costa           | Movistar Team     | + 0s     |
| 3. | Luis León Sánchez   | Rabobank          | + 0s     |
| 4. | Gianni Meersman     | Lotto-Belisol     | + 0s     |
| 5. | Ryder Hesjedal      | Garmin-Barracuda  | + 0s     |
| 6. | Giacomo Nizzolo     | RadioShack-Nissan | + 0s     |
| 7. | Daniele Pietropolli | Lampre-ISD        | + 0s     |
| 8. | Eduard Vorganov     | Katusha           | + 0s     |
| 9. | Allan Davis         | GreenEDGE         | + 0s     |
| 10. | Roman Kreuziger     | Astana            | + 0s     |

| \| Classificação geral \| Classificação geral \| Classificação geral \| Classificação geral \| Classificação geral \| \| Ciclista \| Ciclista \| Equipe \| Tempo \| \| \| ------------------- \| ------------------- \| ------------------- \| ------------------- \| ------------------- \| \| 1. \| Bradley Wiggins \| Team Sky \| 8h42m02s \| \| \| 2. \| Michael Rogers \| Team Sky \| + 7s \| \| \| 3. \| Bauke Mollema \| Rabobank \| + 9s \| \| \| 4. \| Stef Clement \| Rabobank \| + 9s \| \| \| 5. \| Andrew Talansky \| Garmin-Barracuda \| + 11s \| \| \| 6. \| Luis León Sánchez \| Rabobank \| + 11s \| \| \| 7. \| Wilco Kelderman \| Rabobank \| + 11s \| \| \| 8. \| David Zabriskie \| Garmin-Barracuda \| + 12s \| \| \| 9. \| Simon Špilak \| Katusha \| + 12s \| \| \| 10. \| Rubén Plaza \| Movistar Team \| + 12s \| \| |                   |                  |          |
| |                   |                  |          |
| |                   |                  |          |
| Classificação geral |                   |                  |          |
| Ciclista | Ciclista          | Equipe           | Tempo    |
| 1. | Bradley Wiggins   | Team Sky         | 8h42m02s |
| 2. | Michael Rogers    | Team Sky         | + 7s     |
| 3. | Bauke Mollema     | Rabobank         | + 9s     |
| 4. | Stef Clement      | Rabobank         | + 9s     |
| 5. | Andrew Talansky   | Garmin-Barracuda | + 11s    |
| 6. | Luis León Sánchez | Rabobank         | + 11s    |
| 7. | Wilco Kelderman   | Rabobank         | + 11s    |
| 8. | David Zabriskie   | Garmin-Barracuda | + 12s    |
| 9. | Simon Špilak      | Katusha          | + 12s    |
| 10. | Rubén Plaza       | Movistar Team    | + 12s    |

### Etapa 3
| La Neuveville - Charmey | média montanha | (157,6 km) |

| \| Classificação por etapas \| Classificação por etapas \| Classificação por etapas \| Classificação por etapas \| Classificação por etapas \| \| Ciclista \| Ciclista \| Equipe \| Tempo \| \| \| ------------------------ \| ------------------------ \| ------------------------ \| ------------------------ \| ------------------------ \| \| 1. \| Luis León Sánchez \| Rabobank \| 3h58m29s \| \| \| 2. \| Gianni Meersman \| Lotto-Belisol \| + 0s \| \| \| 3. \| Paolo Tiralongo \| Astana \| + 0s \| \| \| 4. \| Andrew Talansky \| Garmin-Barracuda \| + 0s \| \| \| 5. \| Bauke Mollema \| Rabobank \| + 0s \| \| \| 6. \| Rinaldo Nocentini \| AG2R La Mondiale \| + 0s \| \| \| 7. \| Maciej Paterski \| Liquigas-Cannondale \| + 0s \| \| \| 8. \| Damiano Caruso \| Liquigas-Cannondale \| + 0s \| \| \| 9. \| Gorka Verdugo \| Euskaltel-Euskadi \| + 0s \| \| \| 10. \| Fabrice Jeandesboz \| Saur-Sojasun \| + 0s \| \| |                    |                     |          |
| |                    |                     |          |
| |                    |                     |          |
| Classificação por etapas |                    |                     |          |
| Ciclista | Ciclista           | Equipe              | Tempo    |
| 1. | Luis León Sánchez  | Rabobank            | 3h58m29s |
| 2. | Gianni Meersman    | Lotto-Belisol       | + 0s     |
| 3. | Paolo Tiralongo    | Astana              | + 0s     |
| 4. | Andrew Talansky    | Garmin-Barracuda    | + 0s     |
| 5. | Bauke Mollema      | Rabobank            | + 0s     |
| 6. | Rinaldo Nocentini  | AG2R La Mondiale    | + 0s     |
| 7. | Maciej Paterski    | Liquigas-Cannondale | + 0s     |
| 8. | Damiano Caruso     | Liquigas-Cannondale | + 0s     |
| 9. | Gorka Verdugo      | Euskaltel-Euskadi   | + 0s     |
| 10. | Fabrice Jeandesboz | Saur-Sojasun        | + 0s     |

| \| Classificação geral \| Classificação geral \| Classificação geral \| Classificação geral \| Classificação geral \| \| Ciclista \| Ciclista \| Equipe \| Tempo \| \| \| ------------------- \| ------------------- \| ------------------- \| ------------------- \| ------------------- \| \| 1. \| Bradley Wiggins \| Team Sky \| 12h40m31s \| \| \| 2. \| Luis León Sánchez \| Rabobank \| + 1s \| \| \| 3. \| Michael Rogers \| Team Sky \| + 7s \| \| \| 4. \| Bauke Mollema \| Rabobank \| + 9s \| \| \| 5. \| Stef Clement \| Rabobank \| + 9s \| \| \| 6. \| Andrew Talansky \| Garmin-Barracuda \| + 11s \| \| \| 7. \| Wilco Kelderman \| Rabobank \| + 11s \| \| \| 8. \| David Zabriskie \| Garmin-Barracuda \| + 12s \| \| \| 9. \| Simon Špilak \| Katusha \| + 12s \| \| \| 10. \| Rubén Plaza \| Movistar Team \| + 12s \| \| |                   |                  |           |
| |                   |                  |           |
| |                   |                  |           |
| Classificação geral |                   |                  |           |
| Ciclista | Ciclista          | Equipe           | Tempo     |
| 1. | Bradley Wiggins   | Team Sky         | 12h40m31s |
| 2. | Luis León Sánchez | Rabobank         | + 1s      |
| 3. | Michael Rogers    | Team Sky         | + 7s      |
| 4. | Bauke Mollema     | Rabobank         | + 9s      |
| 5. | Stef Clement      | Rabobank         | + 9s      |
| 6. | Andrew Talansky   | Garmin-Barracuda | + 11s     |
| 7. | Wilco Kelderman   | Rabobank         | + 11s     |
| 8. | David Zabriskie   | Garmin-Barracuda | + 12s     |
| 9. | Simon Špilak      | Katusha          | + 12s     |
| 10. | Rubén Plaza       | Movistar Team    | + 12s     |

### Etapa 4
| Bulle - Sion | alta montanha | (184 km) |

| \| Classificação por etapas \| Classificação por etapas \| Classificação por etapas \| Classificação por etapas \| Classificação por etapas \| \| Ciclista \| Ciclista \| Equipe \| Tempo \| \| \| ------------------------ \| ------------------------ \| ------------------------ \| ------------------------ \| ------------------------ \| \| 1. \| Luis León Sánchez \| Rabobank \| 4h56m13s \| \| \| 2. \| Rinaldo Nocentini \| AG2R La Mondiale \| + 0s \| \| \| 3. \| Branislau Samoilau \| Movistar Team \| + 0s \| \| \| 4. \| Gorka Verdugo \| Euskaltel-Euskadi \| + 0s \| \| \| 5. \| Paolo Tiralongo \| Astana \| + 0s \| \| \| 6. \| Pierre Rolland \| Team Europcar \| + 0s \| \| \| 7. \| Andreas Klöden \| RadioShack-Nissan \| + 0s \| \| \| 8. \| Cadel Evans \| BMC Racing Team \| + 0s \| \| \| 9. \| Roman Kreuziger \| Astana \| + 0s \| \| \| 10. \| Fabrice Jeandesboz \| Saur-Sojasun \| + 0s \| \| |                    |                   |          |
| |                    |                   |          |
| |                    |                   |          |
| Classificação por etapas |                    |                   |          |
| Ciclista | Ciclista           | Equipe            | Tempo    |
| 1. | Luis León Sánchez  | Rabobank          | 4h56m13s |
| 2. | Rinaldo Nocentini  | AG2R La Mondiale  | + 0s     |
| 3. | Branislau Samoilau | Movistar Team     | + 0s     |
| 4. | Gorka Verdugo      | Euskaltel-Euskadi | + 0s     |
| 5. | Paolo Tiralongo    | Astana            | + 0s     |
| 6. | Pierre Rolland     | Team Europcar     | + 0s     |
| 7. | Andreas Klöden     | RadioShack-Nissan | + 0s     |
| 8. | Cadel Evans        | BMC Racing Team   | + 0s     |
| 9. | Roman Kreuziger    | Astana            | + 0s     |
| 10. | Fabrice Jeandesboz | Saur-Sojasun      | + 0s     |

| \| Classificação geral \| Classificação geral \| Classificação geral \| Classificação geral \| Classificação geral \| \| Ciclista \| Ciclista \| Equipe \| Tempo \| \| \| ------------------- \| ------------------- \| ------------------- \| ------------------- \| ------------------- \| \| 1. \| Luis León Sánchez \| Rabobank \| 17h36m35s \| \| \| 2. \| Bradley Wiggins \| Team Sky \| + 9s \| \| \| 3. \| Michael Rogers \| Team Sky \| + 16s \| \| \| 4. \| Bauke Mollema \| Rabobank \| + 18s \| \| \| 5. \| Stef Clement \| Rabobank \| + 18s \| \| \| 6. \| Andrew Talansky \| Garmin-Barracuda \| + 20s \| \| \| 7. \| Wilco Kelderman \| Rabobank \| + 20s \| \| \| 8. \| Simon Špilak \| Katusha \| + 21s \| \| \| 9. \| Rui Costa \| Movistar Team \| + 22s \| \| \| 10. \| Tiago Machado \| RadioShack-Nissan \| + 22s \| \| |                   |                   |           |
| |                   |                   |           |
| |                   |                   |           |
| Classificação geral |                   |                   |           |
| Ciclista | Ciclista          | Equipe            | Tempo     |
| 1. | Luis León Sánchez | Rabobank          | 17h36m35s |
| 2. | Bradley Wiggins   | Team Sky          | + 9s      |
| 3. | Michael Rogers    | Team Sky          | + 16s     |
| 4. | Bauke Mollema     | Rabobank          | + 18s     |
| 5. | Stef Clement      | Rabobank          | + 18s     |
| 6. | Andrew Talansky   | Garmin-Barracuda  | + 20s     |
| 7. | Wilco Kelderman   | Rabobank          | + 20s     |
| 8. | Simon Špilak      | Katusha           | + 21s     |
| 9. | Rui Costa         | Movistar Team     | + 22s     |
| 10. | Tiago Machado     | RadioShack-Nissan | + 22s     |

### Etapa 5
| Crans-Montana - Crans-Montana | contrarrelógio individual | (16,5 km) |

| \| Classificação por etapas \| Classificação por etapas \| Classificação por etapas \| Classificação por etapas \| Classificação por etapas \| \| Ciclista \| Ciclista \| Equipe \| Tempo \| \| \| ------------------------ \| ------------------------ \| ------------------------ \| ------------------------ \| ------------------------ \| \| 1. \| Bradley Wiggins \| Team Sky \| 28m56s \| \| \| 2. \| Andrew Talansky \| Garmin-Barracuda \| + 1s \| \| \| 3. \| Richie Porte \| Team Sky \| + 17s \| \| \| 4. \| Rui Costa \| Movistar Team \| + 23s \| \| \| 5. \| Roman Kreuziger \| Astana \| + 40s \| \| \| 6. \| Sylwester Szmyd \| Liquigas-Cannondale \| + 42s \| \| \| 7. \| Michael Rogers \| Team Sky \| + 43s \| \| \| 8. \| Thibaut Pinot \| FDJ-BigMat \| + 52s \| \| \| 9. \| Thomas De Gendt \| Vacansoleil-DCM \| + 54s \| \| \| 10. \| Janez Brajkovič \| Astana \| + 55s \| \| |                 |                     |        |
| |                 |                     |        |
| |                 |                     |        |
| Classificação por etapas |                 |                     |        |
| Ciclista | Ciclista        | Equipe              | Tempo  |
| 1. | Bradley Wiggins | Team Sky            | 28m56s |
| 2. | Andrew Talansky | Garmin-Barracuda    | + 1s   |
| 3. | Richie Porte    | Team Sky            | + 17s  |
| 4. | Rui Costa       | Movistar Team       | + 23s  |
| 5. | Roman Kreuziger | Astana              | + 40s  |
| 6. | Sylwester Szmyd | Liquigas-Cannondale | + 42s  |
| 7. | Michael Rogers  | Team Sky            | + 43s  |
| 8. | Thibaut Pinot   | FDJ-BigMat          | + 52s  |
| 9. | Thomas De Gendt | Vacansoleil-DCM     | + 54s  |
| 10. | Janez Brajkovič | Astana              | + 55s  |

## Classificações finais
- As classificações finalizaram da seguinte forma:[7]

### Classificação geral
| \| Classificação geral \| Classificação geral \| Classificação geral \| Classificação geral \| Classificação geral \| \| Ciclista \| Ciclista \| Equipe \| Tempo \| \| \| ------------------- \| ------------------- \| ------------------- \| ------------------- \| ------------------- \| \| 1. \| Bradley Wiggins \| Team Sky \| 18h05m40s \| \| \| 2. \| Andrew Talansky \| Garmin-Barracuda \| + 12s \| \| \| 3. \| Rui Costa \| Movistar Team \| + 36s \| \| \| 4. \| Richie Porte \| Team Sky \| + 45s \| \| \| 5. \| Michael Rogers \| Team Sky \| + 50s \| \| \| 6. \| Roman Kreuziger \| Astana \| + 59s \| \| \| 7. \| Sylwester Szmyd \| Liquigas-Cannondale \| + 1m03s \| \| \| 8. \| Simon Špilak \| Katusha \| + 1m13s \| \| \| 9. \| Janez Brajkovič \| Astana \| + 1m14s \| \| \| 10. \| Luis León Sánchez \| Rabobank \| + 1m15s \| \| |                   |                     |           |
| |                   |                     |           |
| Fonte: ProCyclingStats |                   |                     |           |
| Classificação geral |                   |                     |           |
| Ciclista | Ciclista          | Equipe              | Tempo     |
| 1. | Bradley Wiggins   | Team Sky            | 18h05m40s |
| 2. | Andrew Talansky   | Garmin-Barracuda    | + 12s     |
| 3. | Rui Costa         | Movistar Team       | + 36s     |
| 4. | Richie Porte      | Team Sky            | + 45s     |
| 5. | Michael Rogers    | Team Sky            | + 50s     |
| 6. | Roman Kreuziger   | Astana              | + 59s     |
| 7. | Sylwester Szmyd   | Liquigas-Cannondale | + 1m03s   |
| 8. | Simon Špilak      | Katusha             | + 1m13s   |
| 9. | Janez Brajkovič   | Astana              | + 1m14s   |
| 10. | Luis León Sánchez | Rabobank            | + 1m15s   |

### Classificação da montanha
| Classificação da montanha | Classificação da montanha | Classificação da montanha | Classificação da montanha | Classificação da montanha |
| Ciclista                  | Ciclista                  | Equipe                    | Pontos                    |                           |
| ------------------------- | ------------------------- | ------------------------- | ------------------------- | ------------------------- |
| 1.                        | Piotr Ignatenko           | Katusha                   | 24 pts                    |                           |
| 2.                        | Lars Bak                  | Lotto-Belisol             | 21 pts                    |                           |
| 3.                        | Johann Tschopp            | BMC Racing Team           | 20 pts                    |                           |
| 4.                        | Guillaume Levarlet        | Saur-Sojasun              | 18 pts                    |                           |
| 5.                        | Roman Kreuziger           | Astana                    | 16 pts                    |                           |

### Classificação dos sprints
| Classificação por velocidade | Classificação por velocidade | Classificação por velocidade | Classificação por velocidade | Classificação por velocidade |
| Ciclista                     | Ciclista                     | Equipe                       | Pontos                       |                              |
| ---------------------------- | ---------------------------- | ---------------------------- | ---------------------------- | ---------------------------- |
| 1.                           | Piotr Ignatenko              | Katusha                      | 12 pts                       |                              |
| 2.                           | Gatis Smukulis               | Katusha                      | 12 pts                       |                              |
| 3.                           | Stef Clement                 | Rabobank                     | 7 pts                        |                              |
| 4.                           | Fabrice Jeandesboz           | Saur-Sojasun                 | 6 pts                        |                              |
| 5.                           | Christian Meier              | GreenEDGE                    | 6 pts                        |                              |

### Classificação dos jovens
| Classificação dos jovens | Classificação dos jovens | Classificação dos jovens | Classificação dos jovens | Classificação dos jovens |
| Ciclista                 | Ciclista                 | Equipe                   | Tempo                    |                          |
| ------------------------ | ------------------------ | ------------------------ | ------------------------ | ------------------------ |
| 1.                       | Andrew Talansky          | Garmin-Barracuda         | 18h05m42s                |                          |
| 2.                       | Thibaut Pinot            | FDJ-BigMat               | + 1m09s                  |                          |
| 3.                       | Wilco Kelderman          | Rabobank                 | + 1m57s                  |                          |
| 4.                       | Mikel Landa              | Euskaltel-Euskadi        | + 2m48s                  |                          |
| 5.                       | George Bennett           | RadioShack-Nissan        | + 3m12s                  |                          |

### Classificação por equipas
| Classificação por equipes | Classificação por equipes | Classificação por equipes | Classificação por equipes |
| Equipe                    | Equipe                    | Tempo                     |                           |
| ------------------------- | ------------------------- | ------------------------- | ------------------------- |
| 1.                        | Sky                       | 54h18m26s                 |                           |
| 2.                        | Astana                    | + 2m16s                   |                           |
| 3.                        | Movistar Team             | + 2m56s                   |                           |
| 4.                        | Saur-Sojasun              | + 2m56s                   |                           |
| 5.                        | Rabobank                  | + 3m17s                   |                           |

## Evolução das classificações
| Etapa (Vencedor)                 | Classificação geral | Classificação da montanha | Classificação dos sprints | Classificação dos jovens | Classificação por equipas |
| -------------------------------- | ------------------- | ------------------------- | ------------------------- | ------------------------ | ------------------------- |
| Prólogo (CRI) (Geraint Thomas)   | Geraint Thomas      | não se entregou           | não se entregou           | Giacomo Nizzolo          | Sky                       |
| 1ª etapa (Bradley Wiggins)       | Bradley Wiggins     | Fabrice Jeandesboz        | Stef Clement              | Andrew Talansky          | Sky                       |
| 2ª etapa (Jonathan Hivert)       | Bradley Wiggins     | Lars Ytting Bak           | Stef Clement              | Andrew Talansky          | Sky                       |
| 3ª etapa (Luis León Sánchez)     | Bradley Wiggins     | Lars Ytting Bak           | Gatis Smukulis            | Andrew Talansky          | Sky                       |
| 4ª etapa (Luis León Sánchez)     | Luis León Sánchez   | Petr Ignatenko            | Petr Ignatenko            | Andrew Talansky          | Sky                       |
| 5ª etapa (CRI) (Bradley Wiggins) | Bradley Wiggins     | Petr Ignatenko            | Petr Ignatenko            | Andrew Talansky          | Sky                       |
| Final                            | Bradley Wiggins     | Petr Ignatenko            | Petr Ignatenko            | Andrew Talansky          | Sky                       |